# Trap

Călăreț pe un cal la trap

Trapul este o alură a calului, mai rapidă decât pasul și mai lentă decât galopul. La trap calul pășește concomitent cu piciorul drept din față și cu piciorul stâng din spate, respectiv cu piciorul stâng din față și cu piciorul drept din spate, una dintre cele două perechi de picioare fiind într-un moment dat pe pământ. Mișcarea corectă de trap a calului este atunci când piciorul din dreapta spate calcă pe urma piciorului din stânga față și invers. 
Trapul așezat se manifestă prin rămânerea călărețului în șa în timpul mersului. În trapul săltat, călărețul se ridică din șa odată cu săltarea calului.
Rasele de cai selecționate anume pentru a excela în trap se numesc trăpași (trăpașul american, trăpașul francez ș.a.). Acești cai se folosesc preponderent pentru cursele de trap.